# Tlalayo
Tlalayo är en ort i Mexiko.   Den ligger i kommunen Axochiapan och delstaten Morelos, i den sydöstra delen av landet, 110 km söder om huvudstaden Mexico City. Tlalayo ligger 1 009 meter över havet och antalet invånare är 698.
Terrängen runt Tlalayo är platt åt sydväst, men åt nordost är den kuperad. Runt Tlalayo är det ganska tätbefolkat, med 90 invånare per kvadratkilometer. Närmaste större samhälle är Axochiapan, 4,9 km väster om Tlalayo. Omgivningarna runt Tlalayo är en mosaik av jordbruksmark och naturlig växtlighet.